# Roman Katjanov
Roman Katjanov (russisk: Роман Абелевич Качанов) (født 25. februar 1921 i Smolensk i Russiske SFSR, død 4. juli 1993 i Moskva i Rusland) var en sovjetisk filminstruktør.

## Filmografi
- Varezjka (Варежка, 1967)[1][2]
- Krokodil Gena (Крокодил Гена, 1969)
- Tjeburasjka (Чебурашка, 1971)
- Sjapokljak (Шапокляк, 1974)
- Tajna tretjej planety (Тайна третьей планеты, 1981)
- Tjeburasjka idjot v sjkolu (Чебурашка идёт в школу, da.: Tjeburasjka går i skole, 1983)
- Dva bileta v Indiju (Два билета в Индию, 1985)